# Doctor’s Diary
Doctor’s Diary - Männer sind die beste Medizin (dansk: Lægens dagbog - Mænd er den bedste medicin) er en tysk-østrigsk tv-serie produceret for RTL og ORF i årene 2007 til 2010.
I hovedrollen ses Margarete "Gretchen" Haase (Diana Amft), der prøver på at gøre karriere på sin fars sygehus.